# Egocentrisme

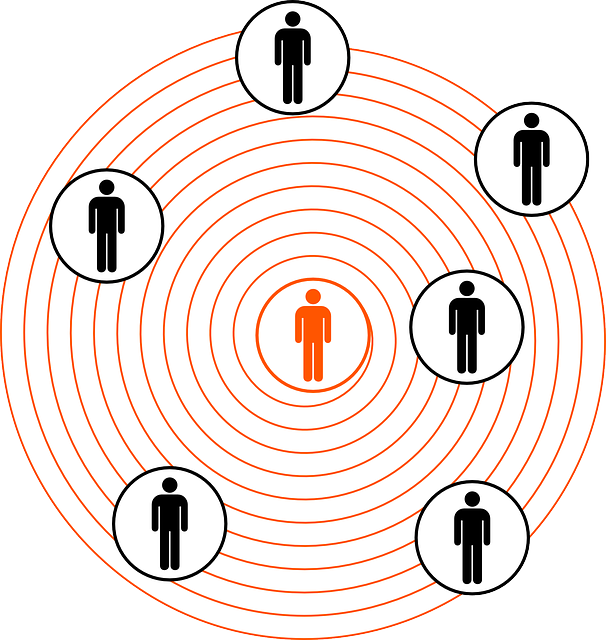
Egocentrisme

Egocentrisme is het verminderde vermogen om zich in een ander of diens standpunten of gevoel te verplaatsen (empathie). Het gevolg is dat de persoon de eigen visie en belangen centraal stelt en ervan uitgaat dat de eigen visie ook de visie van anderen is. Mogelijk speelt bij egocentrisme de theory of mind een rol. Deze theorie beschrijft het voorstellingsvermogen om het perspectief van een ander persoon te kunnen begrijpen. Bij egocentrisme is hier te weinig begrip voor en is er een onvermogen om onderscheid te maken tussen zichzelf en anderen.
Egocentrisme dient niet te worden verward met egoïsme. Egoïsme is gericht zijn op eigenbelang en eigen gewin.

## Psychiatrie
Egocentrisme kan op zichzelf staan en hoewel het vaak normaal is bij jonge kinderen kan het persisteren in de volwassenheid en mogelijk een onderdeel zijn van een psychiatrische aandoening. Het komt dan met name voor bij de antisociale en narcistische persoonlijkheidsstoornis. Niet ieder egocentrisch persoon is echter narcistisch: er moet dan ook sprake zijn van een opgeblazen gevoel van eigenwaarde en een behoefte aan waardering. Bij de antisociale persoonlijkheidsstoornis kan iemand zich sympathiek en meelevend opstellen, maar vaak blijkt dit gefingeerd te zijn om een bepaald doel te bereiken.
Ook bij bepaalde autismespectrumstoornissen is er sprake van een egocentrisch wereldbeeld.